# Genocidio kalinago
El genocidio de los Kalinago fue la masacre de unos 2.000 indígenas kalinagos a manos de colonos ingleses y franceses en la isla de San Cristóbal en 1626.

## Evento
A principios del siglo XVII, Tegremond, líder de los indígenas kalinago o caribes, se sintió molesto por el creciente número de colonos ingleses y franceses que emigraban a la isla de San Cristóbal. Los colonos pronto superaron en número a los kalinago y empezaron a deforestar la isla para establecer granjas. En 1626, Tegremond empezó a conspirar para masacrar a todos los colonos ingleses y franceses de San Cristóbal, ante el temor de que «se apoderaran completamente de la isla»; envió en secreto mensajeros a las comunidades kalinago de otras islas antillanas, informándoles de que acudieran a San Cristóbal en canoa por la noche para el ataque planeado contra los colonos. Sin embargo, una mujer kalinago llamada Barbe informó a Thomas Warner y Pierre Belain d'Esnambuc del plan de Tegremond; tomando medidas preventivas, los colonos invitaron a los kalinago a una fiesta en la que se emborracharon. Cuando los kalinago regresaron a su aldea, los colonos los atacaron y 120 kalinagos murieron en el ataque, incluido Tegremond. Al día siguiente, los colonos obligaron a unos 4.000 kalinago a dirigirse a la zona de Bloody Point y Río Bloody, donde estalló una batalla; el historiador Vincent K. Hubbard calcula que 2.000 kalinagos fueron masacrados cuando intentaban rendirse. El relato de la masacre de Jean-Baptiste Du Tertre describe «montones de cadáveres [kalinago]» tras la masacre. En la batalla también murieron 100 colonos, y un colono francés enloqueció tras ser alcanzado por una flecha envenenada de un kalinago antes de morir. Los indígenas kalinagos restantes huyeron a las montañas y, para 1640, los que no estaban esclavizados fueron trasladados por la fuerza a la isla de Dominica.